# Irving Kirsch
Irving Kirsch (7 de marzo de 1943) es el director asociado del programa de Estudios Placebo y profesor de medicina en la Escuela de Medicina de Harvard y en el Centro Médico Beth Israel Deaconess. También es profesor emérito de psicología en las universidades de Hull y Plymouth en el Reino Unido y en la Universidad de Connecticut en los Estados Unidos. Kirsch es un investigador líder en el campo de los estudios de placebo que se destaca por su trabajo sobre los efectos del placebo, antidepresivos, expectativa e hipnosis. Él es el creador de la teoría de la expectativa de respuesta, y sus análisis de ensayos clínicos de antidepresivos han influido en las pautas de tratamiento oficiales en el Reino Unido. Es el autor del libro de 2009, The Emperor's New Drugs.
- Datos: Q2855713